# Nordisk Sociologforbund
Nordisk Sociologforbund er en sammenslutning af de nordiske sociologiforeninger. Forbundets opgave er at facilitere samarbejde mellem sociologer på tværs af landegrænser og fremme sociologisk forskning og uddannelse i de nordiske lande. Udover The Westermarck Society fra Finland, Sveriges Sociologförbund fra Sverige, Félagsfræðingafélags Íslands fra Island, Norsk sosiologforening fra Norge og Dansk sociologiforening fra Danmark kan individer og organisationer med sociologisk interesse søge om medlemskab. En bestyrelse vælges for en periode på to år består af to medlemmer udpeget fra hver af de nationale sociologiforeninger. Bestyrelsen vælger en forperson og en næstforperson.
Forbundet blev grundlagt i 1955, og siden 1960'erne har Nordisk Sociologforbund afholdt en videnskabelig konference hvert andet år. Konferencen rykkes rundt medlemslande imellem. I august 2022 afholdtes foreningens konference nummer 30 i Reykjavik, hvor temaet var "Myter og realiteter om den nordiske velfærdsstat". Derudover publicerer Nordisk Sociologforbund det anderkendte videnskabelige tidsskrift ACTA Sociologica, der udgiver fagfællebedømte artikler, anmeldelser, essays typisk med fokus på de nordiske lande.